# Sušice (Míčov-Sušice)
Sušice je malá vesnice, část obce Míčov-Sušice v okrese Chrudim v Pardubickém kraji. Nejvíce obyvatel měly Sušice kolem roku 1930 se 168 obyvateli a nejméně v letech 1997–1998 s 51 obyvateli, od té doby v Sušicích obyvatel mírně přibývá.[zdroj?]

## Historie
První písemná zmínka o vesnici pochází z roku 1204.

## Obyvatelstvo
| Rok            | 1869 | 1880 | 1890 | 1900 | 1910 | 1921 | 1930 | 1950 | 1961 | 1970 | 1980 | 1991 | 2001 | 2011 | 2021 |
| -------------- | ---- | ---- | ---- | ---- | ---- | ---- | ---- | ---- | ---- | ---- | ---- | ---- | ---- | ---- | ---- |
| Počet obyvatel | 164  | 175  | 164  | 161  | 196  | 185  | 168  | 126  | 116  | 97   | 82   | 59   | 49   | 63   | 53   |
| Počet domů     | 20   | 24   | 25   | 25   | 26   | 28   | 34   | 35   | 35   | 33   | 26   | 23   | 24   | 35   | 34   |

## Obecní správa
Při sčítání lidu v letech 1850–1908 Sušice byla osadou obce Vyžice v okrese Chrudim. V letech 1908–1960 byla samostatnou obcí v okrese Chrudim. Od 12. června 1960 je částí obce Míčov-Sušice v okrese Chrudim.